# Пінегін Тімір Олексійович
Пінегін Тімір Олексійович (12 червня 1927 — 30 січня 2013) — радянський яхтсмен.
Олімпійський чемпіон 1960 року в класі Зоряний, учасник 1968 року.